# Michael Scott (golfer)
Michael Scott OBE (31 augustus 1878 – 9 januari 1959) was een Engelse amateur golfer. 
Michael was een van de zeven kinderen van John Scott, 3de Earl of Eldon. Zijn zuster Lady Margareth Scott won het eerste British Ladies Amateur, zijn broer Osmund was finalist in het Brits Amateur in 1905. 
Toen hij ongeveer 25 jaar was emigreerde hij naar Australië, waar hij in 1904 met acht slagen voorsptong zijn eerste grote overwinning behaalde, het eerste Australisch Open. 
In 1910 kwam hij terug naar Europa. Hij won in 1912 het tweede Frans Amateur, werd 2de in het Iers Open in 1912, beste amateur in het Brits Open in 1912 en 1922, de oudste winnaar van het Brits Amateur op Hoylake en de oudste deelnemer aan de Walker Cup.
Tijdens de Eerste Wereldoorlog werd Scott onderscheiden met de Portugese Order van Aviz en de Franse Orde van de Zwarte Ster. In 1918 werd hij benoemd tot Officier in de Orde van het Britse Rijk.
Michael Scott trouwde drie keer. Hij overleed op 80-jarige leeftijd.

## Gewonnen
- 1904: Australisch Open, Victorian Amateur
- 1905: Australisch Amateur, Victorian Amateur, Surrey Hills Gentlemen's Championship, Gold Medal
- 1907: Australisch Amateur, Australisch Open, Victorian Amateur
- 1908: Victorian Amateur
- 1909: Australisch Amateur, Victorian Amateur, New South Wales Amateur
- 1910: Australisch Amateur, Victorian Amateur, New South Wales Amateur
- 1912: French Amateur
- 1922: French Amateur
- 1933: Brits Amateur
- 1934: West of England Amateur

## Teams
- Walker Cup: 1924 (winnaars), 1934 (playing-captain, winnaars)